# Буравкин, Геннадий Николаевич
Генна́дий Никола́евич Бура́вкин  (бел. Гена́дзь Мікала́евіч Бура́ўкін; 28 августа 1936 — 30 мая 2014, Минск) — белорусский писатель, сценарист, общественно-политический деятель. Член КПСС. Член СП СССР (1961). Лауреат премии Ленинского комсомола Белорусской ССР (1972). Лауреат Государственной премии БССР имени Я. Купалы (1980). Лауреат литературной премии имени А. Адамовича (2005).

## Биография
Родился 28 августа 1936 года в деревне Шулятино (ныне Россонский район, Витебская область, Беларусь) в семье служащего. В 1959 году окончил отделение журналистики филологического факультета БГУ имени В. И. Ленина.
Работал в редакции журнала «Коммунист Белоруссии», редактором на Белорусском радио, заведующим отделом литературы, заместителем главного редактора газеты «Літаратура і мастацтва». В 1968—1972 годах — корреспондент газеты «Правда» в Белорусской ССР, в 1972—1978 годах — главный редактор литературного журнала «Маладосць», где печатал произведения Василя Быкова и Владимира Короткевича, а также книгу Алеся Адамовича, Янки Брыля и Владимира Колесника «Я из огненной деревни…»
В 1976 году в составе делегации БССР участвовал в работе 31-й сессии Генеральной Ассамблеи ООН, однако в 1993 году обратился к председателю ВС Республики Беларусь с просьбой уволить его с этой должности. После возвращения в 1994—1995 годах был заместителем министра культуры и печати.
С 1978 года — председатель Государственного комитета БССР по телевидению и радиовещанию. С 1990 года — постоянный представитель БССР (с 1991 года — Республики Беларусь) при ООН. Избирался депутатом ВС БССР (1980—1990). Являлся членом Белорусского ПЕН-центра (1989) и Союза белорусских писателей.
Был одним из инициаторов Закона о языках. Лауреат государственной премии имени Янки Купалы.
В 1994—1995 годах — заместитель министра культуры и печати Республики Беларусь. В 1995—2001 годах работал в журнале «Вожык». В 1997—1999 годах — председатель Общества белорусского языка имени Франциска Скорины. С 2008 года являлся главой наблюдательного совета финансируемого правительством Польши спутникового телеканала БелСат, который вещает из Варшавы на белорусском языке.
Член Белорусского ПЕН-клуба, соглава всебелорусского съезда за Независимость (2000). Член Рады белорусской интеллигенции.
Умер 30 мая 2014 года в Минске.
Был дружен с рядом известных белорусских художников своего поколения. Часто речью Геннадия Буравкина открывались их художественные вернисажи.

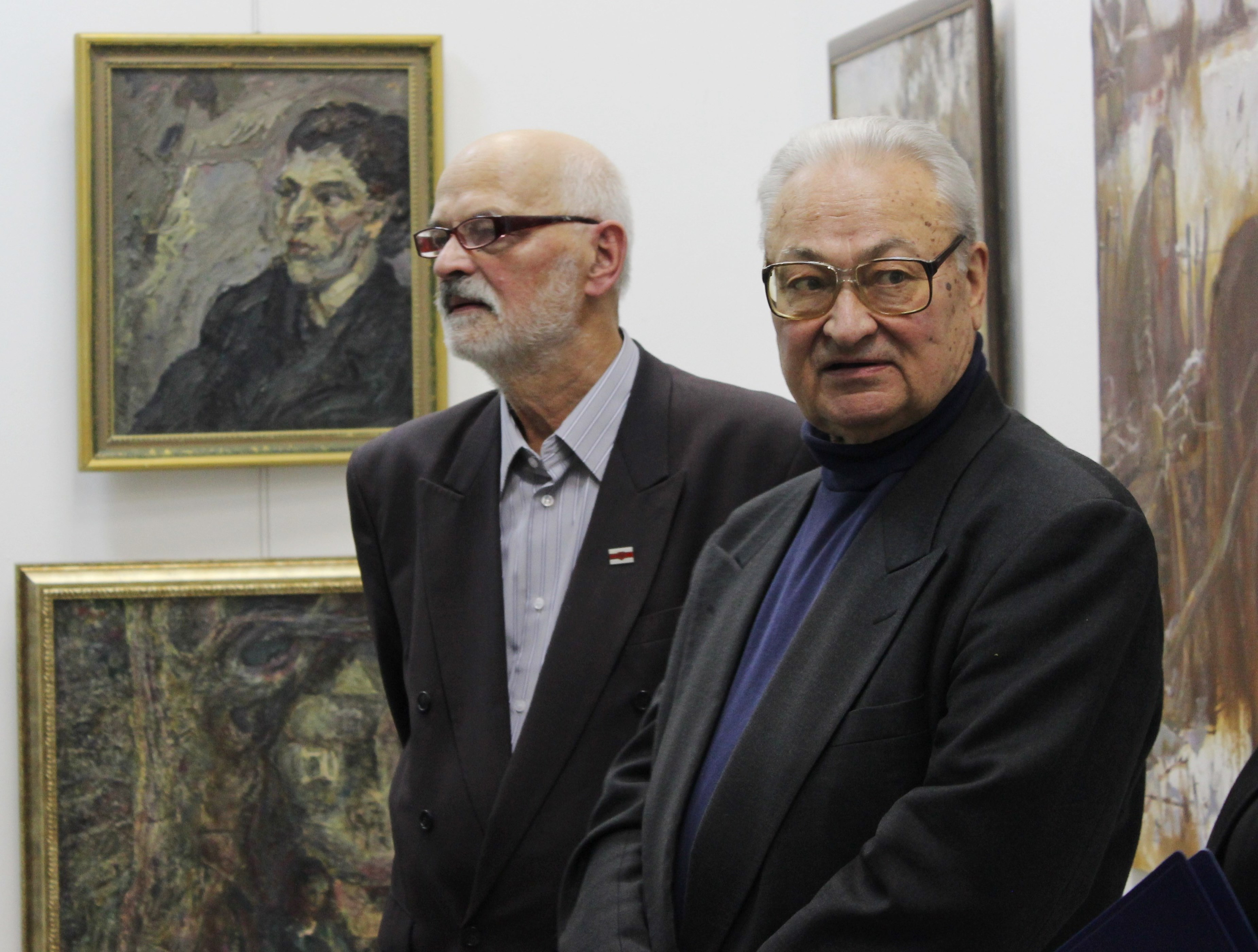
Открытие персональной выставки Алексея Марочкина. Минск, 22 ноября 2013 г.
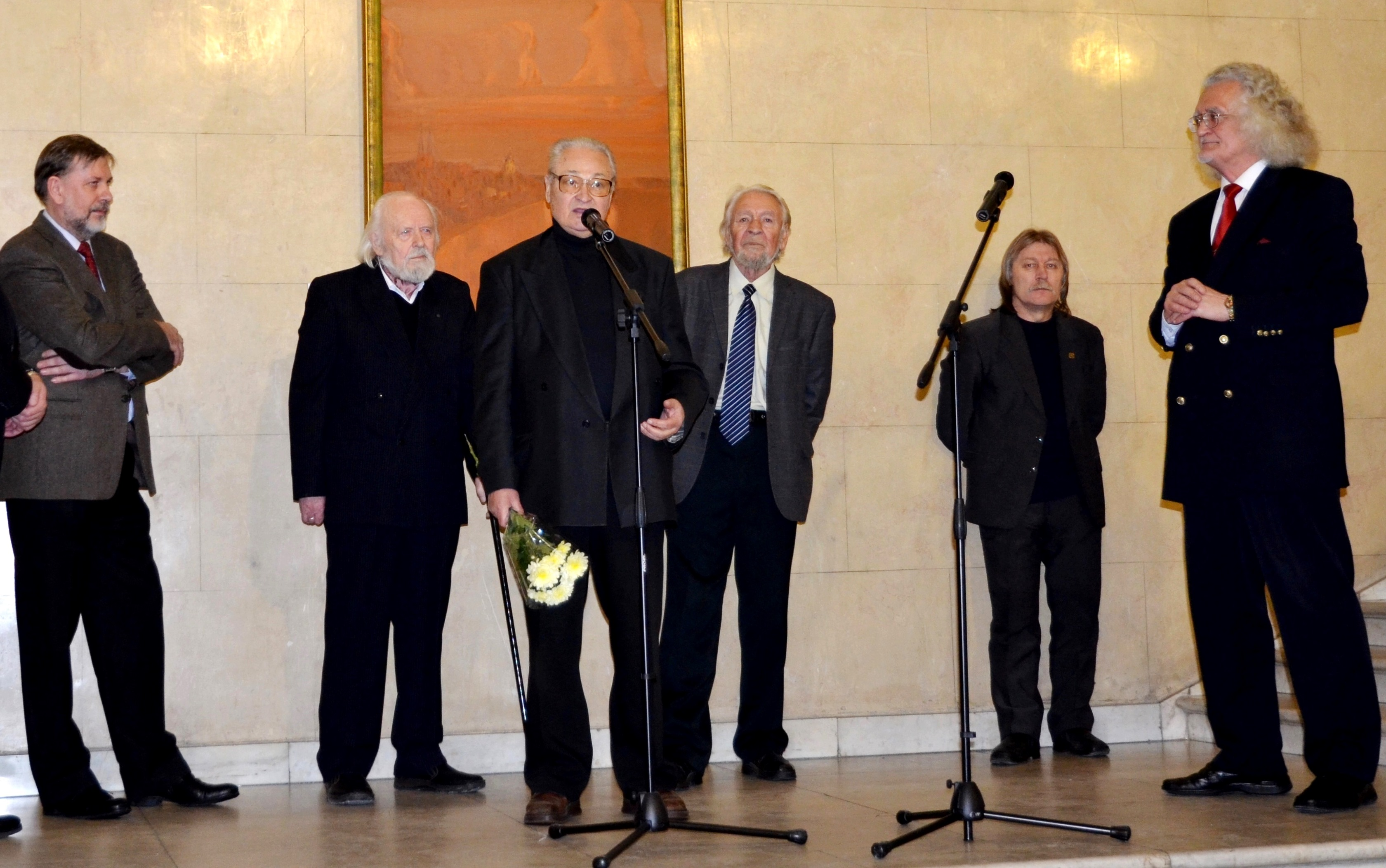
Открытие юбилейной выставки Гавриила Ващенко в Национальном художественном музее Беларуси 12 декабря 2013 г.
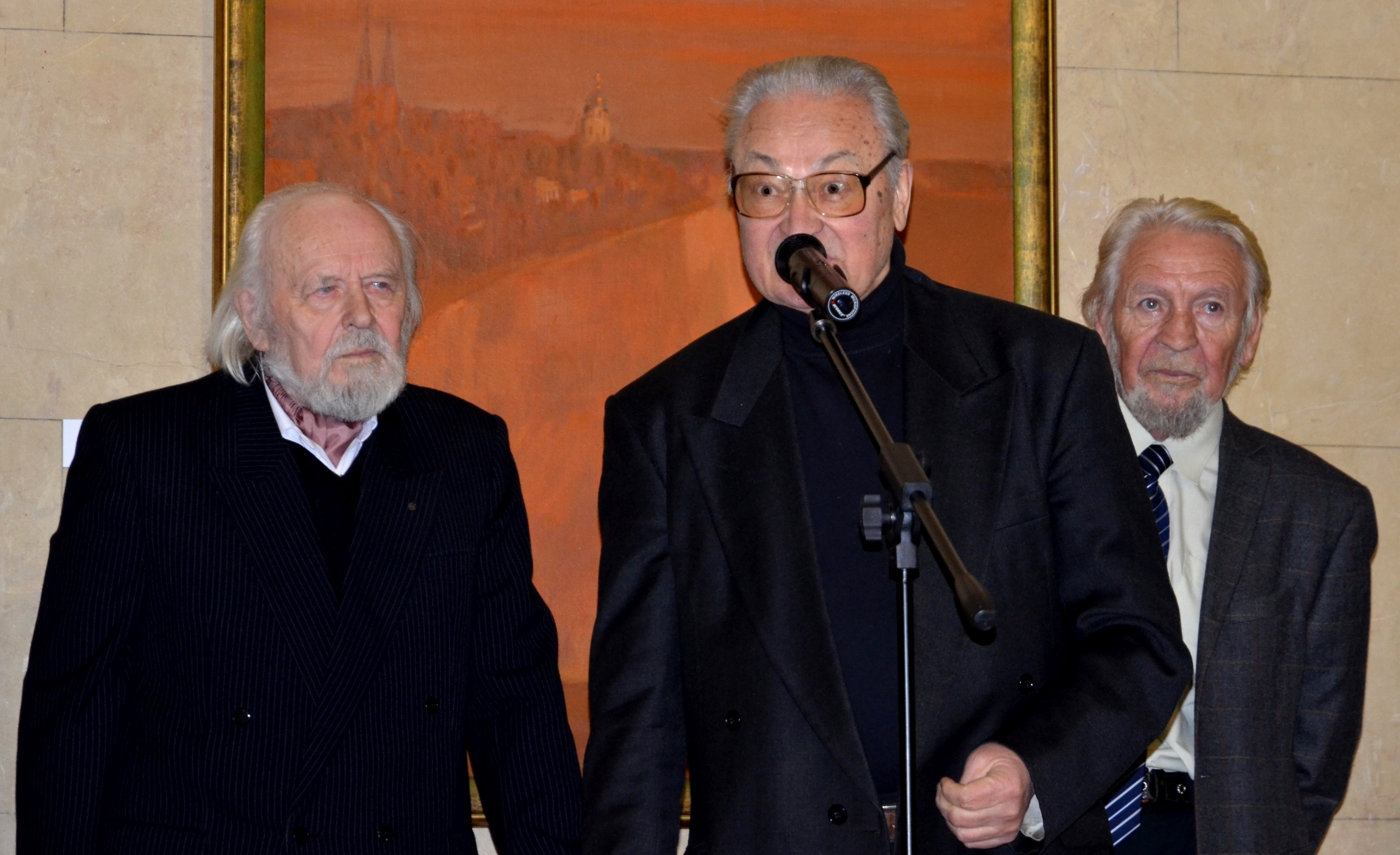
С белорусскими художниками Гавриилом Ващенко и Василием Шаранговичем в Национальном художественном музее Беларуси 12 декабря 2013 г.
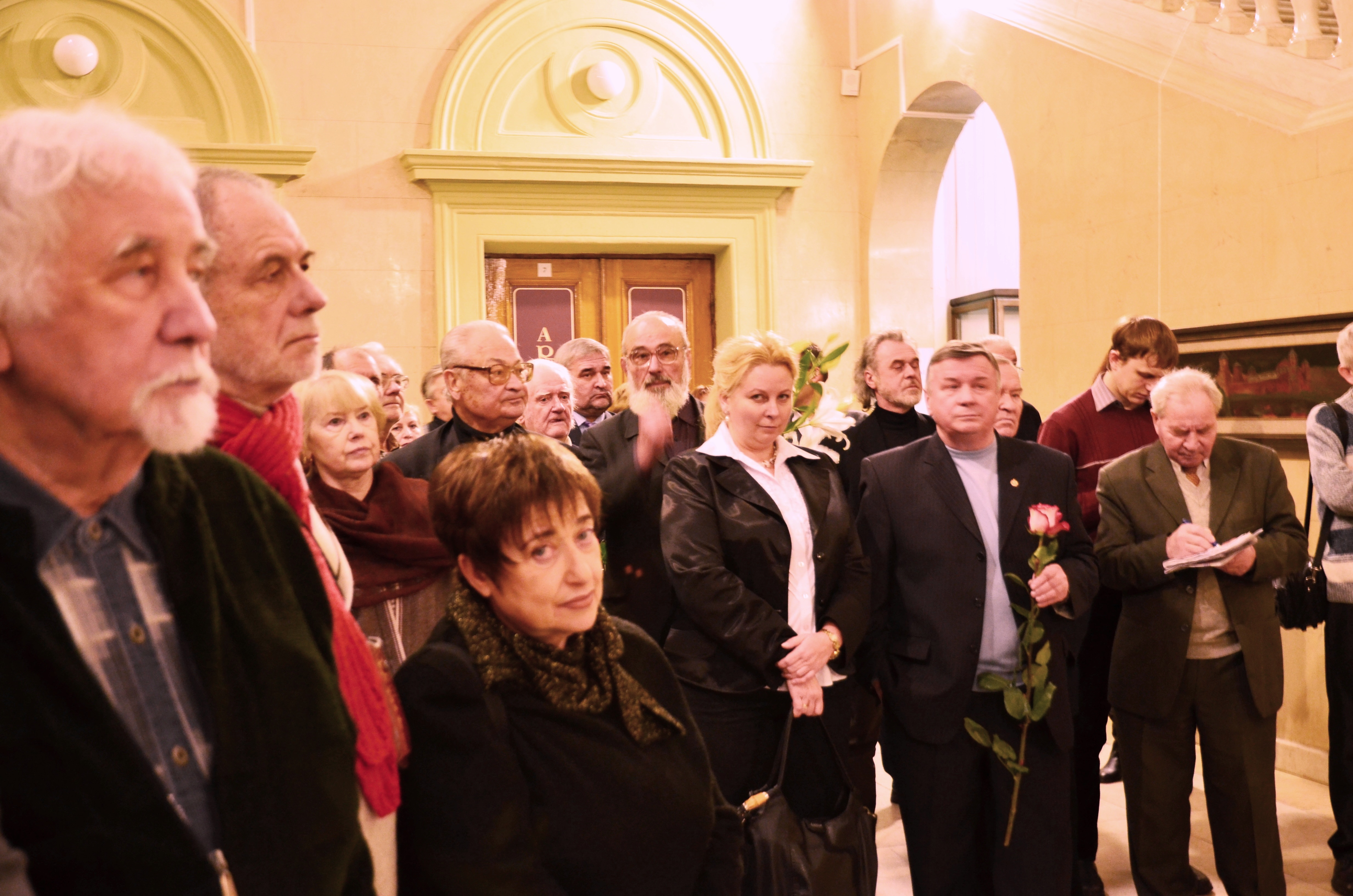
12 декабря 2013 года среди белорусской творческой интеллигенции в Национальном художественном музее Беларуси.

## Творчество
Первые стихи напечатал в 1952 году в полоцкой областной газете. Автор сборников поэзии и прозы, книг для детей, сценариев документальных и художественных фильмов.
Переводил с русского, украинского, молдавского, болгарского. Перевёл на белорусский язык комедию А. Хмелика «Пузырьки» (поставлена в 1966 году). В переводе Г. Буравкина вышел поэтический сборник Б. Олейника «Заклинание огня» (1979). Многие стихи Г. Буравкина положены белорусскими композиторами на музыку. Является автором слов гимна Полоцкого государственного университета, слов песен «Зачарованная моя», «Завируха», «Конь незацугляный».
Составитель книги «Наш Быков» — первой книги воспоминаний про Василя Быкова.
Переводил на белорусский язык стихи русских, украинских, молдавских, болгарских поэтов.

### Сборники поэзии
- бел. «Майская просінь» («Майская просинь») (1960)
- бел. «З любоўю і нянавісцю зямною» («С любовью и ненавистью земной») (1963)
- бел. «Дыханне» («Дыхание») (1966)
- бел. «Выбраныя вершы» («Избранные стихи») (1969)
- бел. «Жніво» («Жатва») (1971)
- бел. «Выток» («Исток») (1974)
- бел. «Вершы пяці кніг» («Стихи пяти книг») (1976)
- бел. «Варта вернасці» («Караул верности») (1978)
- бел. «Пяшчота» («Нежность») (1985)
- бел. «Гняздо для птушкі радасці» («Гнездо для птицы радости») (1986)
- бел. «Узмах крыла» («Взмах крыла») (1995)
- бел. «Выбранае» («Избранное») (1998)
- бел. «Паміж зоркай і свечкай» («Между звездой и свечой») (2000)
- бел. «Чытаю тайнапіс вачэй» («Читаю тайнопись глаз») (2001)
- бел. «Жураўліная пара» («Журавлиная пора») (2004)

### Сборник песенных текстов
- бел. «Табе, Беларусь» («Тебе, Беларусь») (1984)

### Книги для детей
- бел. «Тры казкі пра Зая» («Три сказки о Зае») (1974)
- бел. «Сінія арэлі» («Синие качели») (1987)

### Документальная книга
- бел. «Тры старонкі з легенды» («Три страницы из легенды») (1971)

### Избранное
- бел. «Выбранае : у 2 тамах» («Избранное : в 2 томах») (1986)

### В переводе на русский язык
- Буравкин, Г. Три страницы из легенды : Документальная повесть о Н. А. Богдановой / Г. Буравкин ; Сокр. пер. с белорус. Э. Корпачева. — 2-е изд. — Москва : Молодая гвардия, 1983. — 64 с. (Серия «Юные герои»)

## Сценарии
- 1974 «Пламя» : в 2-х сериях (совместно с В. Халипом и Ф. Коневым; режиссёр В. П. Четвериков, «Беларусьфильм»)
- 1975 «Опалённая память» : документальный фильм
- 1976 «Путешествие по Белоруссии» : документальный фильм[8]

## Премии
- Государственная премия БССР имени Янки Купалы (1980) — за книгу стихов «Стоит верности»
- премия Ленинского комсомола Белорусской ССР (1972)
- Литературная премия имени А. Адамовича (2005)

## Ордена и медали
- орден Трудового Красного Знамени
- орден Дружбы народов
- медали

## Память
- Г. Буравкину посвящён документальный телефильм Белорусского телевидения «Между звездой и свечой» (1997, режиссёр В. Орлов).